# Barbosella australis
Barbosella australis är en orkidéart som först beskrevs av Célestin Alfred Cogniaux, och fick sitt nu gällande namn av Rudolf Schlechter. Barbosella australis ingår i släktet Barbosella och familjen orkidéer. Inga underarter finns listade i Catalogue of Life.

## Bildgalleri

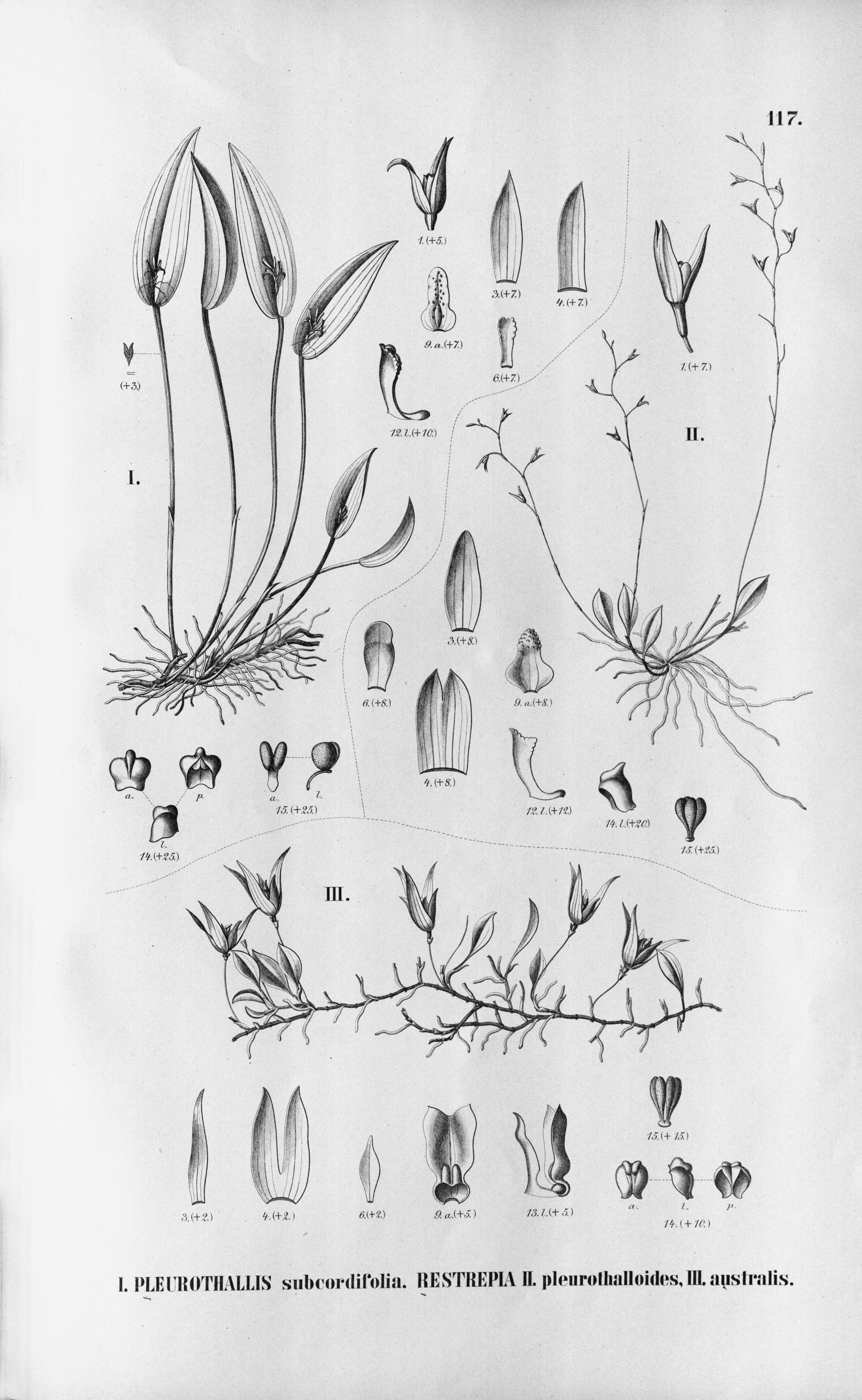